# Pata Pata
"Pata Pata" är en sydafrikansk sång som första gången spelades in år 1959 av Miriam Makeba och flickgruppen The Skylarks och blev en stor framgång när hon spelade in den i USA 1967. Makeba anses ha skrivit låten som sjungs på xhosa med en introduktion på engelska som tillskrivs producenten Jerry Ragovoy. Den nådde som högst plats nummer 12 på Billboard Hot 100 den 25 november samma år.
Sången är en glad melodi om fest och dans och sjungs med språkets karakteristiska klickljud, som Makeba också använder i "Klick-sången". Texten börjar med två strofer på xhosa som följs av en förklarande text på engelska.
Pata Pata har spelats in av många olika artister, men Miriam Makebas version är den mest kända, och också den sista hon framförde på en stödkonsert i november 2008 i Italien innan hon avled av en hjärtinfarkt.

## Listplaceringar
| Lista (1967-1968) | Position               |
| ----------------- | ---------------------- |
| Finland           | 35                     |
| Frankrike         | 11                     |
| Kanada            | 9 (RPM)                |
| Nederländerna     | 7                      |
| Spanien           | 1                      |
| Sverige           | 8 (Kvällstoppen)       |
| USA               | 12 (Billboard Hot 100) |
| Västtyskland      | 14                     |